# Typhlocyba anufrievi
Typhlocyba anufrievi är en insektsart som först beskrevs av Irena Dworakowska 1970.  Typhlocyba anufrievi ingår i släktet Typhlocyba och familjen dvärgstritar. Inga underarter finns listade i Catalogue of Life.